# Cine Rosário

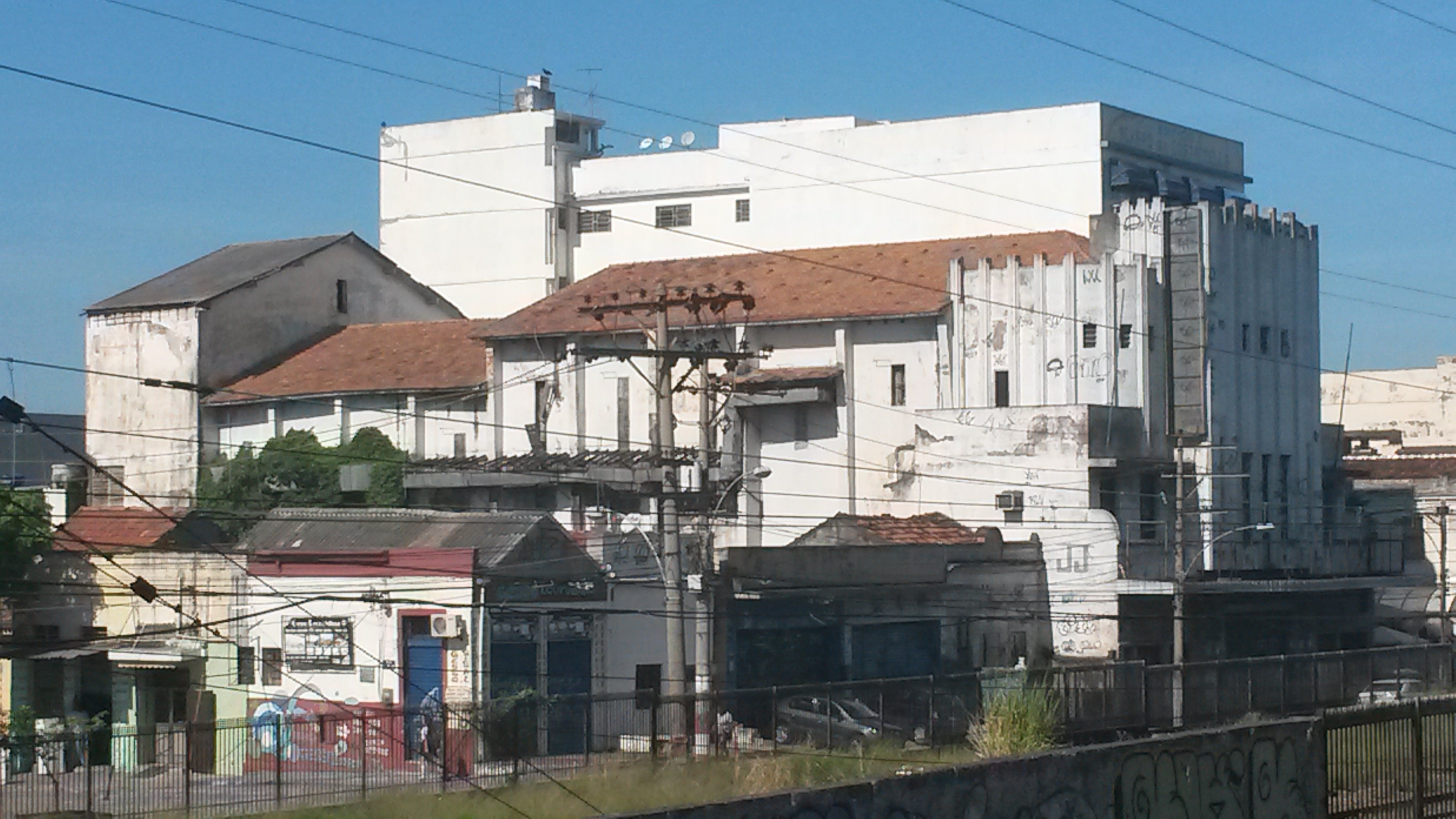
Cine Rosário.

Cine Rosário foi uma sala de cinema do Rio de Janeiro, inaugurado na em 1938 com 1442 lugares. Mudou o nome em 1981 para Cine Ramos, reduzindo o número de lugares para 701. Em 1992 teve as atividades encerradas como cinema, passando a ter uso como boate de nome Trigonometria, Bingo e depois foi tombado pelo município do Rio em 1997 (Decreto nº 16.134 de 06/10/97).
O projeto do cinema de três andares, contemplando hall, balcão e plateia, em estilo Art déco, foi realizado por Ricardo Wriedt, responsável também pelos cinemas Império e Pathé-Palácio, na Cinelândia.
Infelizmente, ao contrário dos outros cinemas contemporâneos, o Cine Rosário não recebeu atenção necessária para reverter seu aspecto de abandono e as promessas de revitalização seguem esquecidas ano após ano.